# Невіно-Лесьне
Невіно-Лесьне (пол. Niewino Leśne) — село в Польщі, у гміні Вишки Більського повіту Підляського воєводства.
Населення — 55 осіб (2011).
У 1975—1998 роках село належало до Білостоцького воєводства.

## Демографія
Демографічна структура станом на 31 березня 2011 року:
|          | Загалом | Допрацездатний вік | Працездатний вік | Постпрацездатний вік |
| -------- | ------- | ------------------ | ---------------- | -------------------- |
| Чоловіки | 30      | 7                  | 14               | 9                    |
| Жінки    | 25      | 4                  | 13               | 8                    |
| Разом    | 55      | 11                 | 27               | 17                   |